# Mise au tombeau (icône)
Pour les articles homonymes, voir La Mise au tombeau.
La Mise au tombeau du  Christ ou Déploration du Christ est une icône russe du XVe siècle actuellement dans les collections de la Galerie Tretiakov. Elle était conçue comme partie des icônes du registre des fêtes de Gorodets.
Mais parmi les autres icônes du registre celle-ci est, selon l'appréciation qu'en donne Mikhaïl Alpatov, de qualité supérieure. Cette icône a fait partie de la collection du peintre paysagiste et collectionneur russe Ilya Ostroukhov.
La Décollation de Jean le Baptiste est une des autres icônes du registre des fêtes de l'église de Gorodets.

## Auteur
Le nom de l'auteur et l'emplacement de l'icône avant d'être intégrée à l'iconostase de Gorodets est contestée.
L'icône pourrait provenir de Kargopol comme les autres icônes de Gorodets ou appartenir à un maître novgorodien déplacé à Nijni Novgorod. Nadejda Mniova émet cette hypothèse. 
L'historien d'art Konrad Onasch n'écarte pas une attribution possible au peintre d'icône Dionisius dans sa jeunesse. Et en tout cas, poursuit l'historien, il faut attribuer toutes les icônes du registre des fêtes de Gorodets à un maître qui connaissait l'art de Dionisisus. Il est également possible que l'auteur ait eu l'occasion de connaître La Déposition de croix de 1305, fresque, réalisée à la chapelle des Scrovegni à Padoue, du peintre et architecte italien Giotto di Bondone.
Dans la fresque de Padoue, remarque Alpatov, Giotto s'attache à détailler la psychologie de chacun des témoins tandis que l'artiste russe « préfère fondre la lamentation universelle en une litanie unique et puissante ».

## Appréciation
Cette œuvre jouit d'une grande réputation, bien que ni le nom de l'école, ni le nom du peintre ne soient connus. La scène est une thrène, une lamentation devant la mort du Christ et un rite solennel. Tous les participants sont caractérisés par un geste, une attitude et en même temps obéissent à un rituel au rythme austère. Une femme au manteau rouge exprime sa douleur en lançant ses bras au ciel.
Les teintes sont chaudes, brunes jaunes et orangées. Les bandelettes blanches autour du corps du Christ et le manteau rouge vif de la femme sont les seuls accents donnés à la monochromie. 
Les collines du fond de l'icône reproduisent par leur séparation en deux groupes les mains levées de la femme. Leur forme en cône inversé attire l'attention vers le bas, vers la scène qui se passe sur la terre.
La perfection des formes donne à l'image sa profonde signification à laquelle rien ne peut être retiré, rien ne peut être ajouté.

« Le coloris de cette thrène est en tout point remarquable par la somptuosité des couleurs qui, en équilibrant l'atmosphère tragique de cette scène, met l'accent sur la gloire et le triomphe de la mort et non sur les lamentations des témoins. »

— Alpatov .